# 图利莱克
图利莱克（/ˈtuːlileɪk/）是美国加利福尼亚州锡斯基尤县东北部的一座城市，海拔1239米。 该市以附近的图利湖命名。 2010年人口普查的人口为1,010人，低于2000年人口普查的1,020人。

## 发展
图利莱克地块的第一次公开拍卖是在1931年4月15日进行的，价格从65美元到350美元不等。1937年，该市成立。现在有400多个住房单位。